# Annegret Weller
Annegret Weller, född 11 juli 1930, är en friidrottare från Chile. Hon deltog vid olympiska sommarspelen 1948.